# Ian Alexander (attore)
Ian Alexander (Salt Lake City, 20 aprile 2001) è un attore e attivista statunitense per i diritti transgender. Ian Alexander è transgender e ha scelto di utilizzare il pronome singolare inglese they singolare (lett. "loro"), poco dopo identificandosi come non binario e preferendo l'uso di they/them, ma accettanto anche come alternativa l'uso di he/him (lett. "lui").
È noto per aver interpretato i ruoli di Buck Vu nella serie televisiva The OA (2016-2019) e di Gray Tal nella serie televisiva Star Trek: Discovery (2020-2024), appartenente al franchise di fantascienza Star Trek. Ha inoltre prestato la voce al personaggio di Lev nel videogioco The Last of Us Parte II (2020).

## Biografia
Ian Alexander nasce a Salt Lake City, nello Utah, da padre statunitense e da madre vietnamita. A causa del lavoro del padre nel Dipartimento della difesa degli Stati Uniti d'America, la famiglia si muove spesso, vivendo in luoghi come le Hawaii, il Giappone e Washington. Durante la scuola elementare, partecipa al teatro e al coro delle comunità in cui vive.
Il debutto attoriale di Ian Alexander avviene nel 2016 nella serie televisiva Netflix, The OA, scritta e interpretata da Brit Marling e diretta da Zal Batmanglij, in cui Alexander interpreta il personaggio di Buck Vu. Il personaggio, così come l'attore, è anch'egli un giovane transgender vietnamita-americano ed è in parte basato sulla reale esperienza di Ian Alexander. Ian Alexander è stato scelto attraverso un casting online pubblicizzato tramite la piattaforma social Tumblr.
Successivamente l'attore viene scelto per essere inserito nel cast del film Ogni giorno (Every Day, 2018), basato sul romanzo omonimo di David Levithan. Qui vi interpreta Vic, un adolescente transgender in cui risiede lo spirito "A" per un giorno. Nell'ottobre 2017, tramite la piattaforma social Twitter, la Naughty Dog annuncia che Ian Alexander si è unito al cast di The Last of Us Parte II (The Last of Us Part II, 2020), il sequel del loro popolare videogioco The Last of Us del 2013. Nel gioco, Ian Alexander interpreta un personaggio transgender.
Nel giugno 2019, per celebrare il 50º anniversario dei Moti di Stonewall, cha ha dato vita ai moderni movimenti per i diritti LGBT, la rivista Queerty lo ha eletto tra i suoi Pride50, "individui pionieristici che garantiscono attivamente che la società continui a progredire verso l'uguaglianza, l'accettazione e la dignità per tutte le persone queer". Alexander è stato inoltre una delle celebrità della copertina del numero per il Pride del 2019 della rivista Them, "mettendo in luce tre artisti queer emergenti il cui lavoro e le cui vite stanno aprendo nuovi orizzonti per la visibilità LGBTQ+". Nel marzo 2020 viene annunciato che Ian Alexander sarebbe stato protagonista del film indipendente Daughter diretto da Corey Deshon  distribuito nel 2022.
Nel settembre 2020 viene annunciato che Ian Alexander sarebbe entrato a far parte del cast di Star Trek: Discovery, sesta serie televisiva live action del franchise di fantascienza Star Trek. L'attore vi rimane per due stagioni, interpretando quattro episodi della terza stagione e sei della quarta, per poi ritornare nell'episodio Jinaal (2024) della quinta stagione in qualità di guest star. Nella serie Ian Alexander interpreta il primo personaggio transgender del canone di Star Trek, il Trill deceduto Gray Tal, precedentemente fidanzato con Adira Tal (Blu del Barrio), umana non binaria che ne ospita il simbionte Tal. La coscienza di Gray rimane tuttavia indipendente, non "assimilata" dall'ospite Adira, ma visibile solo a lei, finché non viene costruito un corpo sintetico che lo ospita e con il quale Gray ritorna sul pianeta Trill dove presterà servizio come "guardiano", cioè quei Trill che dedicano la loro esistenza alla protezione delle vasche che ospitano i simbionti e i simbionti stessi, fino al momento dell'unione con i prescelti. La serie già presentava tematiche LGBT, prevedendo tra i personaggi una coppia gay, formata da Paul Stamets (Anthony Rapp), l'ufficiale scientifico della Discovery, e da Hugh Culber (Wilson Cruz), l'ufficiale medico, oltre alla lesbica Jett Reno (Tig Notaro), ex-capo ingegnere della USS Hiawatha, divenuta ingegnere della Discovery. Per questo motivo la serie è stata premiata nel 2023, tra gli altri, anche con l'Outspoken Award di Outright International, dedicato alla leadership e all'alleanza per la comunità LGBTIQ.
Tra il 2023 e il 2024, Ian Alexander presta la voce a Tai, uno dei compagni di classe di Lunella in alcuni episodi della serie animata Moon Girl e Devil Dinosaur (Moon Girl and Devil Dinosaur). Nell'episodio Messa alla prova (Check Yourself, 2023), viene rivelato che Tai è un personaggio non binario, poiché Lunella gli si rivolge utilizzando il they singolare.

## Vita privata
Ian Alexander ha fatto coming out come transgender nel 2014 e nel corso della sua transizione di genere, si è identificato come trans maschile, mentre usava he/him (lett. "lui") come pronome personale. Alla fine del 2020 adotta il promome they singolare (lett. "loro"), identificandosi poco dopo come non binario e preferendo l'uso di they/them pur accettando l'uso alternativo di he/him.
Nel 2016 Ian Alexander ha ricevuto attenzione virale online grazie alla sua risposta fotografica a un caso di transfobia perpretrato da quattro studenti universitari all'Università della California - Los Angeles.
Nonostante Ian Alexander sia cresciuto in una famiglia di mormoni, non è un mormone praticante e si considera agnostico.

## Filmografia

### Attore

#### Cinema
- Déjà Vu, regia di Corey Clark e Trisha Nguyen - cortometraggio (2017)
- Ogni giorno (Every Day), regia di Michael Sucsy (2018)
- Daughter, regia di Corey Deshon (2022)

#### Televisione
- The OA - serie TV, 13 episodi (2016-2019)
- The Blank's YPF - serie TV, episodio 1x05 (2020)
- Star Trek: Discovery - serie TV, 11 episodi (2020-2024)

#### Videoclip
- Ian Alexander I'm in Love, regia di Jessica DiMento (2020)

### Doppiatore
- The Last of Us Parte II, regia di Neil Druckmann, Kurt Margenau e Anthony Newman - videogioco (2020)
- Moon Girl e Devil Dinosaur (Moon Girl and Devil Dinosaur) - serie animata, episodi 1x04-1x07-2x12 (2023-2024)

### Sceneggiatore
- Déjà Vu, regia di Corey Clark e Trisha Nguyen - cortometraggio (2017)

## Riconoscimenti
- NAVGTR Awards
  - 2021 - Candidatura alla miglior interpretazione non protagonista in un dramma per The Last of Us Parte II
- Orlando Film Festival
  - 2022 - Candidatura al miglior attore non protagonista per Daughter
  - 2022 - Candidatura al miglior cast in un film per Daughter (condiviso con Casper Van Dien, Vivien Ngô ed Elyse Dinh)

## Doppiatori italiani
Nelle versioni in italiano delle opere in cui ha recitato, Ian Alexander è stato doppiato da:
- Ludovica Febi in Ogni giorno[33]
- Barbara Pitotti in The OA[34]

Da doppiatore è sostituito da:
- Annalisa Longo in The Last of Us Parte II
- Chiara Sansone in Moon Girl e Devil Dinosaur[35]